# Furud
Zeta Canis Majoris, conosciuta anche come Furud o Phurud (dall'arabo فرد, furud, "solitario") è una stella binaria spettroscopica della costellazione del Cane Maggiore. Dista 362 anni luce dal sistema solare

## Osservazione
Si tratta di una stella situata nell'emisfero celeste australe; grazie alla sua posizione non fortemente australe, può essere osservata dalla gran parte delle regioni della Terra, sebbene gli osservatori dell'emisfero sud siano più avvantaggiati. Nei pressi dell'Antartide appare circumpolare, mentre resta sempre invisibile a nord della latitudine 60° N, quindi in buona parte della Scandinavia e delle regioni settentrionali del Canada e della Russia. La sua magnitudine pari a 3 le consente di essere scorta con facilità anche dalle aree urbane di moderate dimensioni.
Il periodo migliore per la sua osservazione nel cielo serale ricade nei mesi compresi fra dicembre e maggio; nell'emisfero sud è visibile anche all'inizio dell'inverno, grazie alla declinazione australe della stella, mentre nell'emisfero nord può essere osservata limitatamente durante i mesi della tarda estate boreale.

## Caratteristiche fisiche
A dispetto del significato del suo nome (solitario) Furud è un sistema binario, composto da una stella principale di magnitudine 3 e da una compagna più debole di magnitudine 7. Orbitano l'una intorno all'altra in un periodo di 675 giorni, ad una distanza media di 3,2 UA, anche se l'alta eccentricità orbitale porta le stelle ad avvicinarsi fino a 1,4 UA e ad allontanarsi fino a 5,1 UA.
La principale è una stella bianco-azzurra di sequenza principale, avente una massa 7,7 volte quella del Sole ed un raggio più che quadruplo. La temperatura superficiale della stella è attorno ai 18.700 K ed è 3600 volte più luminosa del Sole.
A 3 minuti d'arco si trova un'altra stella di magnitudine 7,7, che è solo una compagna ottica della coppia principale e non è legata gravitazionalmente al sistema.
Furud si trova molto vicino all'antiapice solare.